# Sausage Party: Foodtopia
Sausage Party: Foodtopia es una serie de televisión animada para adultos que sirve como secuela de la película Sausage Party (2016) creada por Seth Rogen, Evan Goldberg, Kyle Hunter y Ariel Shaffir, y desarrollada por los dos últimos para Amazon Prime Video. Cuenta con las voces que regresan de Rogen, Kristen Wiig, Michael Cera, David Krumholtz, Edward Norton y Scott Underwood, con Will Forte, Natasha Rothwell, Sam Richardson y Yassir Lester expresando nuevos personajes. 
La primera temporada se estrenó en Amazon Prime Video el 11 de julio de 2024. La serie recibió críticas generalmente mixtas de los críticos, que elogiaron su actuación de voz, animación, banda sonora y humor, mientras que otros se dividieron sobre sus controvertidos temas políticos y criticaron su escritura y personajes. La segunda temporada se estrenó el 13 de agosto de 2025.

## Reparto
- Seth Rogen como Frank, una salchicha que descubrió y expuso la verdad sobre el «gran más allá».
- Kristen Wiig como Brenda Bunson, un panecillo de hot dog que es el interés amoroso de Frank.
- Michael Cera como Barry, una salchicha deforme que es uno de los amigos de Frank.
- David Krumholtz como Kareem Abdul Lavash, un lavash del Medio Oriente que tenía una rivalidad intermitente con Sammy.
- Edward Norton como Sammy Bagel Jr., un bagel judío neurótico que tenía una rivalidad intermitente con Kareem.

Además, Will Forte, Natasha Rothwell, Sam Richardson y Yassir Lester han sido elegidos para papeles no revelados.

## Producción
El 26 de octubre de 2022 se anunció que Amazon había encargado una serie secuela de 8 episodios de Point Grey Pictures, Annapurna Television y Sony Pictures Television basada en la película y que los coguionistas Kyle Hunter y Ariel Shaffir regresaron para desarrollar y producir la serie. bajo su productora Shaffir, mientras que algunos miembros del elenco (incluido Rogen, quien coescribió, coprodujo y creó la película junto con el socio creativo Evan Goldberg) regresaron para repetir sus papeles, junto con nuevos miembros como Will Forte, Natasha Rothwell, Sam Richardson y Yassir Lester. 
A diferencia de la película producida por Nitrogen Studios, ahora adquirida por Cinesite, Bardel Entertainmenty Stellar Creative Lab se encargará de la animación de la serie como el exejecutivo de Blue Sky Studios Andrew Millstein, quien ahora dirige la división de animación de Annapurna con Robert L. Baird después de que su primera película Nimona (2023) fuera lanzada en Netflix, es productor ejecutivo con Rogen, Goldberg, James. Weaver, Alex McAtee, Megan Ellison y Patrick Chu en la serie, mientras que el coproductor y codirector Conrad Vernon regresa como director supervisor.

## Temporadas
| Temporada | Temporada | Episodios | Episodios | Lanzamiento original | Lanzamiento original |
| Temporada | Temporada | Episodios | Episodios | Primera emisión      | Última emisión       |
| --------- | --------- | --------- | --------- | -------------------- | -------------------- |
|           | 1         | 8         | 8         | 11 de julio de 2024  | 11 de julio de 2024  |
|           | 2         | 8         | 8         | 13 de agosto de 2025 | 13 de agosto de 2025 |

## Episodios

### Temporada 1 (2024)
| N.º en serie | N.º en temp. | Título          | Dirigido por  | Escrito por                                            | Fecha de lanzamiento original |
| ------------ | ------------ | --------------- | ------------- | ------------------------------------------------------ | ----------------------------- |
| 1            | 1            | «Primer plato»  | Conrad Vernon | Seth Rogen, Evan Goldberg, Kyle Hunter y Ariel Shaffir | 11 de julio de 2024           |
| 2            | 2            | «Segundo plato» | Conrad Vernon | Ali Waller                                             | 11 de julio de 2024           |
| 3            | 3            | «Tercer plato»  | Conrad Vernon | Dewayne Perkins                                        | 11 de julio de 2024           |
| 4            | 4            | «Cuarto plato»  | Conrad Vernon | Jennifer Kim                                           | 11 de julio de 2024           |
| 5            | 5            | «Quinto plato»  | Conrad Vernon | Laura Krafft                                           | 11 de julio de 2024           |
| 6            | 6            | «Sexto plato»   | Conrad Vernon | Jeremy Levick y Rajat Suresh                           | 11 de julio de 2024           |
| 7            | 7            | «Séptimo plato» | Conrad Vernon | Dewayne Perkins                                        | 11 de julio de 2024           |
| 8            | 8            | «Octavo plato»  | Conrad Vernon | Kyle Hunter y Ariel Shaffir                            | 11 de julio de 2024           |

### Temporada 2 (2025)
| N.º en serie | N.º en temp. | Título               | Dirigido por | Escrito por | Fecha de lanzamiento original |
| ------------ | ------------ | -------------------- | ------------ | ----------- | ----------------------------- |
| 9            | 1            | «Noveno plato»       | —            | —           | 13 de agosto de 2025          |
| 10           | 2            | «Décimo plato»       | —            | —           | 13 de agosto de 2025          |
| 11           | 3            | «Undécimo plato»     | —            | —           | 13 de agosto de 2025          |
| 12           | 4            | «Duodécimo plato»    | —            | —           | 13 de agosto de 2025          |
| 13           | 5            | «Decimotercer plato» | —            | —           | 13 de agosto de 2025          |
| 14           | 6            | «Decimocuarto plato» | —            | —           | 13 de agosto de 2025          |
| 15           | 7            | «Decimoquinto plato» | —            | —           | 13 de agosto de 2025          |
| 16           | 8            | «Decimosexto plato»  | —            | —           | 13 de agosto de 2025          |

## Estreno
El 1 de mayo de 2024, se anunció que la serie se estrenaría en Amazon Prime Video el 11 de julio de 2024. Una segunda temporada se estrenó el 13 de agosto de 2025.